# 陳善 (嘉靖浙江進士)
陳善（1514年—1589年），字思敬，号敬亭，浙江錢塘縣人，明朝政治人物、學者。

## 生平
嘉靖十三年（1534年）甲午科浙江乡试第二名舉人，二十年（1541年）辛丑科會試第一百三十九名，三甲一百三名进士，授直隶歙县知县，丁母王氏忧去職。服闋，补桐城县，复丁父艰。二十八年服闋，赴京任順天乡试同考官，拔取孫鋌、吴道直等人。复除清苑知县，升礼部主客司主事，升本司署员外郎，嘉靖三十二年（1553年）十二月出为广西提学佥事，升广东参议，兵备惠潮。历官云南按察司副使、督学滇南，迁云南右参政，督理銀場。因忤镇守太监及御史，遭诬陷落职。
隆庆改元（1567年），以被举荐复官，起补山西按察司副使，十月升江西右参政，二年正月又升广东按察使，九月升雲南右布政使，五年二月仕至云南左布政使。萬曆十七年冬卒，享年七十六。

## 著作

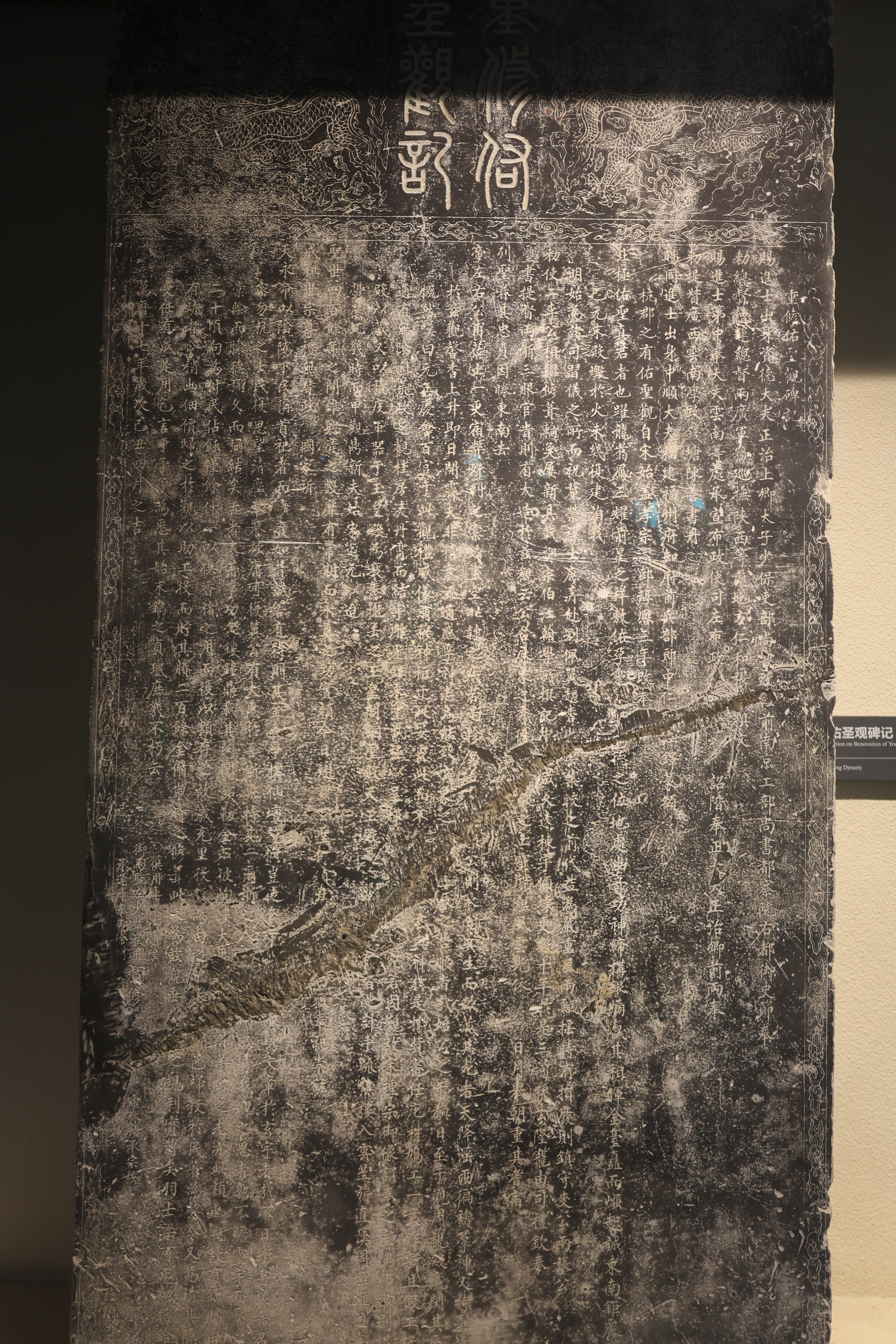
萬曆十七年（1589）陳善書《重修佑聖觀碑記》。今在杭州孔廟碑林。

陳善著作颇丰，有《粵臺行稿》、《滇南类编》八卷（《滇略》作《黔南类编》，误也）等。曾修《杭州府志》一百卷、《勳賢祠志》四卷、家藏稿五十二卷。

## 家族
曾祖陳琦；祖父陳訓，號獲菴；父陳荆獻，號松岗，贈禮部员外郎，加贈刑部郎中；母王氏，贈安人，加贈宜人。具庆下。兄陈情、陈道；弟陈事、陈师、陈猷。四子陈植槐、陈植槻、陈植椥、陈植槚。